# Atlas oblaka (2012.)
Atlas oblaka (eng. Cloud Atlas) je njemački znanstvenofantastični dramski film koji su režirali Lana i Andy Wachowski i Tom Tykwer, te zajedno napisali scenarij. Film je adaptacija istoimenog romana Davida Mitchella. Film je financiran iz nezavisnih izvora, te je s budžetom od 102 milijuna dolara jedan od najskupljih nezavisnih filmova ikad snimljenih.
Podjela uloga među glumcima bila je ravnopravna, a produkcija je počela u rujnu 2011. u studiju Babelsberg u Babelsbergu.
Film je premijerno prikazan 9. rujna 2012. na internacionalnom filmskom festivalu u Torontu. 26. listopada se počeo prikazivati u običnim kinodvoranama i dvoranama sa standardom IMAX. Kritike filma su bile podijeljene, jedni kritičari su ga otvoreno kritizirali, dok su ga drugi, poput Rogera Eberta, hvalili.